# فلاتكو لازيتش
فلاتكو لازيتش (بالهولندية: Vlatko Lazić)‏ هو لاعب كرة قدم هولندي في مركز ظهير ‏، ولد في 1 مايو 1989 في Bodegraven ‏ في هولندا. لعب مع أياكس أمستردام ودي غرافشاب ونادي تورنهاوت ونادي دوردريخت وناك بريدا.

## وصلات خارجية
- فلاتكو لازيتش على موقع قاعدة بيانات كرة القدم.إي يو (الإنجليزية)
- فلاتكو لازيتش على موقع Soccerway.com (الإنجليزية)
- فلاتكو لازيتش على موقع AS.com (الإسبانية)